# Даніель Думітреску
Даніель Думітреску (рум. Daniel Dumitrescu; 23 вересня 1968, Бухарест) — румунський боксер, призер Олімпійських ігор та чемпіонату Європи.

## Спортивна кар'єра
На чемпіонаті Європи 1987 в категорії до 57 кг Даніель Думітреску програв в другому бою Ласло Сьоке (Угорщина).
На Олімпійських іграх 1988 завоював срібну медаль.
- В 1/32 фіналу переміг Ентоні Конегвачи (Нігерія) — 5-0
- В 1/16 фіналу переміг Ватару Ямада (Японія)— 5-0
- В 1/8 фіналу переміг Ванчай Понгсрі (Таїланд) — 3-2
- У чвертьфіналі переміг Реджиліо Туур (Нідерланди) — 5-0
- У півфіналі переміг Лі Дже Хьок (Південна Корея) — 5-0
- У фіналі програв Джованні Парізі (Італія) — KO-1

На чемпіонаті Європи 1989 в категорії до 60 кг переміг трьох суперників, а у фіналі програв Кості Цзю (СРСР).
На Олімпійських іграх 1992 в категорії до 57 кг Даніель Думітреску переміг Джеймі Ніколсона (Австралія) — RSCH-2 та Герітово Ракотоманга (Мадагаскар) — 18-8, а у чвертьфіналі програв Рамазу Паліані (Об'єднана команда) — 5-11.
1993 року Думітреску перейшов до професіного боксу. Протягом 1993—1997 років провів вісім боїв, в шести з яких переміг, а у двох зазнав поразки.